# Kelvin Roberts
Kelvin Roberts, född 17 januari 2003, är en svensk handbollsspelare, som spelar för IK Sävehof. Han är högerhänt och spelar som vänstersexa och vänsternia. Hans äldre syster Jamina Roberts är också en handbollsspelare.
Han deltog i U20-EM 2022, och blev där uttagen i All star team som bästa vänstersexa. Han deltog även i U21-VM 2023.
Han var med och vann SM-guld med IK Sävehof 2024.